# Marguerite Volant
Pour les articles homonymes, voir Volant.
Marguerite Volant est une mini-série québécoise en 11 épisodes de 45 minutes, inspirée d'une histoire fictive créée par Jacques Jacob et Monique H. Messier, réalisée par Charles Binamé et diffusée entre le 26 septembre et le 5 décembre 1996 à la Télévision de Radio-Canada. Le tout a été tourné en grande partie à Saint-Paulin, sur les terrains de l'auberge Le Baluchon Éco-villégiature, en Mauricie.

## Synopsis
1763. Alors que Louis XV vient de céder la Nouvelle-France aux Anglais par le biais du Traité de Paris, la vie de l'intrépide Marguerite Volant, la plus jeune fille du seigneur Claude Volant, est bouleversée par une série d'événements dramatiques. Les Anglais s'installent à la seigneurie, sa mère meurt, son beau-frère se fait assassiner et son père se suicide. Dans un geste désespéré, Marguerite brandit un pistolet en plein visage du capitaine anglais James Elliot Chase, qui est secrètement amoureux d'elle. Aussitôt arrêtée pour tentative de meurtre sur un officier de Sa Majesté, elle n'a pas d'autre solution que de prendre la fuite.

## Fiche technique
- Réalisation : Charles Binamé

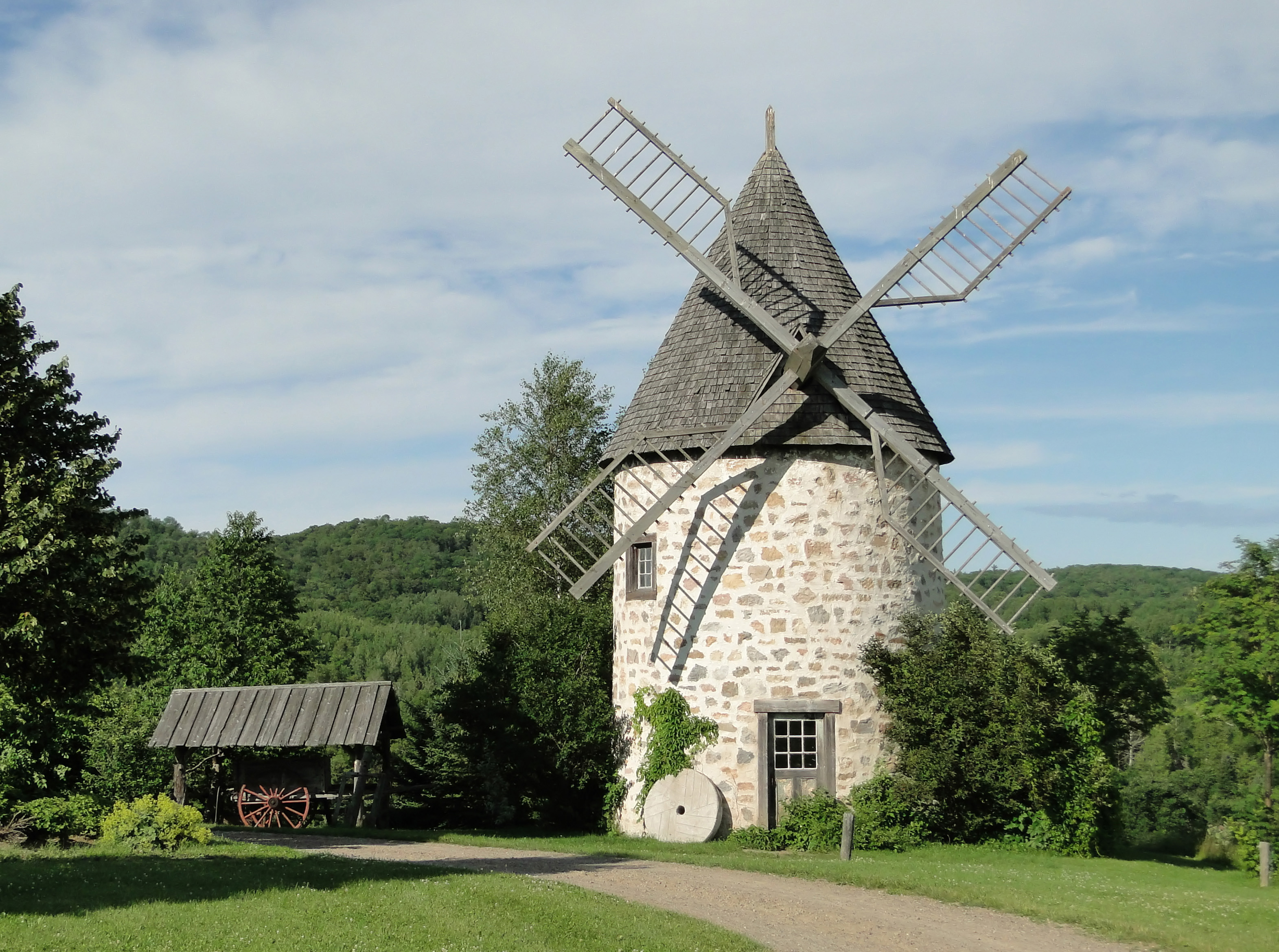
Moulin à vent utilisé pour la mini-série

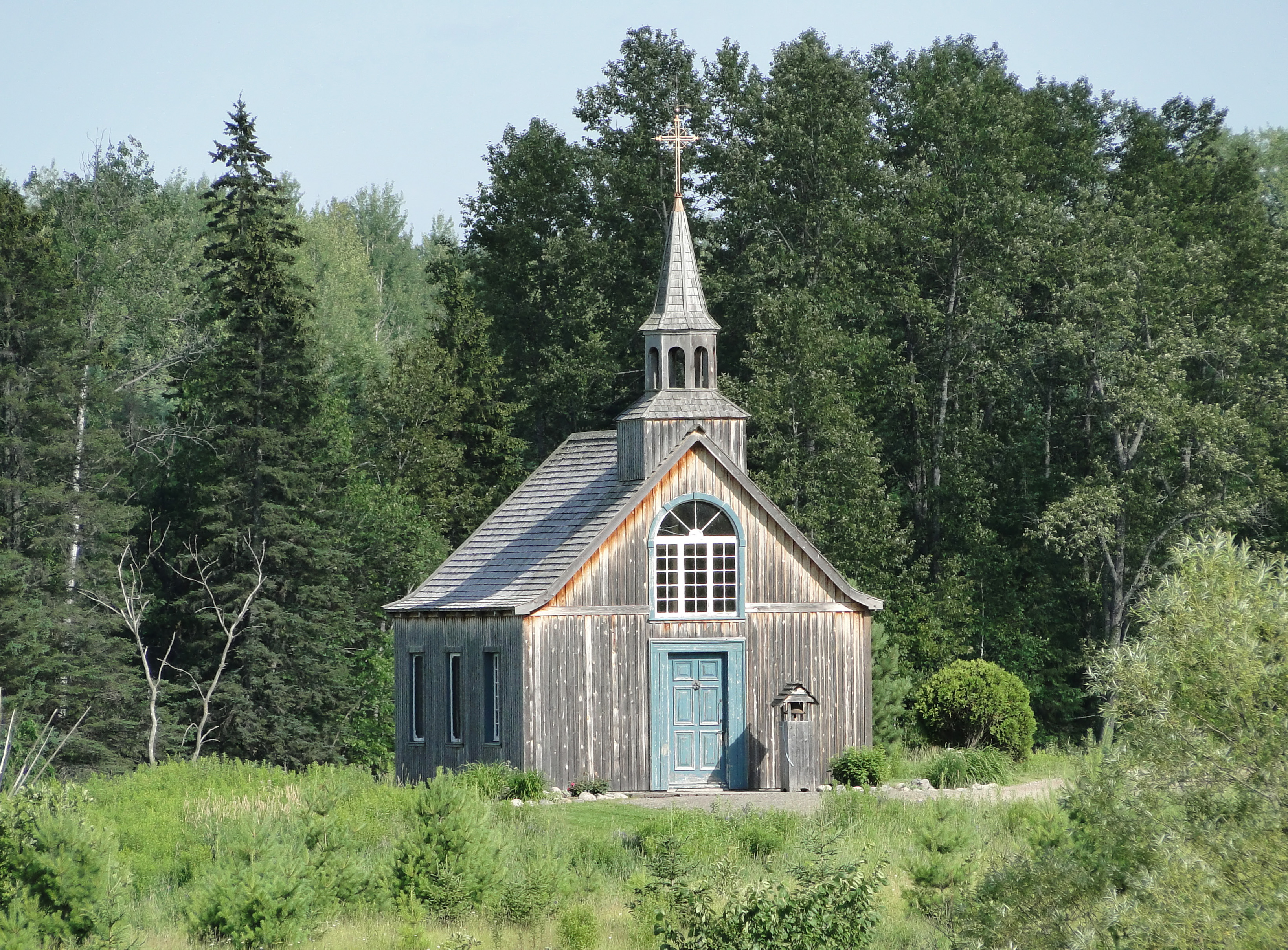
Chapelle utilisée pour la mini-série

- Scénario : Jacques Jacob et Monique H. Messier
- Productrice : Lorraine Richard
- Montage : Michel Arcand
- Costumes : Michèle Hamel
- Musique : Richard Grégoire
- Genre : Drame
- Société de production : Cité Amérique

## Distribution
- Catherine Sénart : Marguerite Volant
- Pascale Bussières : Eléonore Volant
- Pierre Curzi : Renaud Larochelle
- Pascale Montpetit : Jeanne Letellier
- Angèle Coutu : Eugénie Beaubassin
- Philippe Cousineau : Antoine de Courval
- Benoît Brière : Blaise Mélançon
- Michael Sapieha : Capitaine James Elliot Chase
- Stéphane Gagnon : Lambert Volant
- Normand D'Amour : Laval Chevigny
- René Richard Cyr : Henri Caillé
- David Francis : Lieutenant Adam Kingsford
- Roxanne Gaudette-Loiseau : Marianne Léry
- Luc Proulx : André Petit
- Annie Major-Matte : Anne Petit
- Marie-Chantal Perron : Simone
- Ian Thuillier : Patrick Maguire
- Guy Héroux : Hébert
- Benoît Dagenais : Père Godefroy Volant
- Rhéal Guévremont : Majordome Fleurimont
- Alex Ivanovici : Henry McFergus
- Gilbert Sicotte : Claude Volant
- Véronique Le Flaguais : Isabeau de Rouville
- Maxime Tremblay : Petitgars
- Roc LaFortune : Charest
- Jean-Raymond Châles : Notaire Sirois
- Léo Munger : Veuve Hertel
- Sylvie Gosselin : Josephte Petit
- Reynald Bouchard : Fichaud
- Graham Harley : Gouverneur Murray
- Yvon Leroux : Curé Dompierre
- Jean-Emery Gagnon : Vincent Léry
- Guy Jodoin : Dr Jean Fleury
- Josée Martin : Pauline
- Jean Asselin : Michel Cotnoir
- René Caron : Dr Étienne Duberger
- Neil Kroetsch : Bradley
- Andrée Champagne : Angélique Duberger
- Éric Leblanc : Maheux
- Hélène Mercier : Marie-Philippe Sirois
- John Dunn-Hill : McDonald
- Sylvain Castonguay : militaire
- Gabriel Gascon : Me Alfred Salzas

## Récompenses
- FIPA d’argent 1997 : meilleure série dramatique
- Prix Gémeaux 1997 : meilleure direction-photo, meilleur son d'ensemble, meilleurs décors, meilleure création de costumes.

## Commentaires
Marguerite Volant a donné lieu à une exposition au Musée McCord d'histoire canadienne de Montréal du 15 novembre 1996 au 19 octobre 1997. Intitulée Marguerite Volant : passions, histoire et fiction, cette exposition, basée sur la série, retraçait la vie quotidienne des Canadiens français à l'époque de la Conquête.
La mini-série a été vendue dans plus de 50 pays.